# Odzyskane szczęście
Odzyskane szczęście (oryg. Возвращение Василия Бортникова) – radziecki melodramat z 1953 roku w reżyserii Wsiewołoda Pudowkina na podstawie powieści Galiny Nikołajewej pt. Żniwa.  

## Opis fabuły
ZSRR po II wojnie światowej. Do rodzinnej wsi powraca po kilkuletniej rekonwalescencji frontowiec Wasilij Bortnikow. Przez kilka lat, z powodu kontuzji nie mógł dać o sobie żadnego znaku życia ukochanej żonie Awdotii. Ta, przekonana, że mąż nie żyje, pozostawiona sama sobie z małymi dziećmi zaczyna żyć z innym mężczyzną – Stiepanem, mechanikiem z pobliskiego kołchozu. Powrót Wasilija do normalnego życia nie jest łatwy. Przekonany o swoich prawach męża do Awdotii i ojca do ich dzieci grzecznie, ale stanowczo odprawia Stiepana. Ponownie, jak przed wojną, obejmuje funkcję przewodniczącego kołchozu. Rzuca się w wir pracy, poświęcając się jej zupełnie – dzięki swoim cechom charakteru, najgorszy kołchoz w okręgu szybko czyni jednym z przodujących. Wprowadza mechanizację na szeroką skalę, organizuje komórkę partyjną. Jednak jego życie osobiste, a zwłaszcza stosunki z żoną nie są już takie jak dawniej. Z czasem i te jednak powracają do normy. 

## Obsada aktorska
- Siergiej Łukianow – Wasilij Bortnikow
- Natalia Miedwiediewa – Awdotia, żona Wasilija
- Nikoła Timofiejew – Stiepan
- Anatolij Czemodurow – sekretarz "rejkomu"
- Inna Makarowa – Froska Blinowa
- Anatolij Ignatiew – brygadzista Paweł
- Wsiewołod Sanaiew – Kantaurow, dyrektor OMT
- Kłara Łuczko – Natalia, główny inżynier OMT
- Galina Stiepanowa – Tatiana Bolszkowa, sekretarz organizacji partyjnej
- Nonna Mordiukowa – traktorzystka Nastia Ogorodnikowa
- Nikołaj Dobronrawow – Sierioża, sekretarz "Komsomołu"
- Nikołaj Szamin – ojciec Bortnikowa
- Andriej Piertow – "Wicia-marynarz", dyspozytor
- Maria Jarocka – babcia Wasilisa
- Władimir Kolczyn – elektryk Bujanow
- Danuta Stolarska – Grania
- Wasilij Charłaszyn – kołchoźnik Michiecz
- Piotr Kiriutkin – buchalter
- Aleksandra Daniłowa – Praskowia
- Margarita Żarowa – Nadieżda, sekretarka w Rejkomie
- Konstantin Nassonow – prof. Tołstych

i inni.